# Холм-Жирковский
Холм-Жирко́вский — посёлок городского типа, административный центр Холм-Жирковского района Смоленской области России. Входит в Холм-Жирковское городское поселение.

## География
Расположен в 130 км к северо-востоку от Смоленска, примерно в 300 км к западу от Москвы, в 38 км от автомагистрали Москва-Минск, в 15 км от железнодорожной станции Канютино.

## История
В прошлом — село Холм Бельского уезда (первое упоминание о нём относится к 1708 году). Название посёлка произошло от фамилии местного помещика Жиркова.
В годы Великой Отечественной войны посёлок затронули три крупные военные операции: Вяземская оборонительная операция октября 1941 года, Ржевско-Вяземская стратегическая операция января – апреля 1942 года, частью которой была Холм-Жирковская оборонительная операция, Ржевско-Вяземская наступательная операция марта 1943 года.
В 1971 году ему был присвоен статус посёлка городского типа. В 2008 году отметил своё 300-летие.

## Население
| 1939  | 1959  | 1970  | 1979  | 1989  | 2002  | 2009  | 2012  | 2013  |
| ----- | ----- | ----- | ----- | ----- | ----- | ----- | ----- | ----- |
| 1436  | ↗1444 | ↗2204 | ↗3035 | ↗3666 | ↗3826 | ↘3510 | ↘3423 | ↘3374 |
| 2014  | 2015  | 2016  | 2017  | 2018  | 2019  | 2020  | 2021  | 2024  |
| ↘3308 | ↘3305 | ↘3275 | ↘3233 | ↘3195 | ↘3136 | ↘3100 | ↗3165 | ↘3006 |

Национальный состав
По итогам переписи населения 2020 года проживали следующие национальности (национальности менее 0,1 % и другое, см. в сноске к строке «Другие»):
| Национальность | Численность, чел. | Доля     |
| -------------- | ----------------- | -------- |
| Русские        | 3026              | 95,61 %  |
| Армяне         | 26                | 0,82 %   |
| Украинцы       | 17                | 0,54 %   |
| Белорусы       | 13                | 0,41 %   |
| Татары         | 5                 | 0,16 %   |
| Другие         | 78                | 2,46 %   |
| Итого          | 3165              | 100,00 % |

## Улицы
- Базарная
- героя Соколова
- Днепровская
- Заводская
- Заокольная
- Игоревская
- Льнозаводская
- Карла Маркса
- Кирова
- Колхозный переулок
- Коммунистическая
- Комсомольская
- Комсомольский переулок
- Ленина
- Молодёжная
- Московская
- Нахимовская
- Новая
- Новозаводская
- Октябрьская
- Октябрьский переулок
- Парковая
- Первомайская
- Победы
- Пушкина
- Пушкина переулок
- Пушкина 2-й переулок
- Садовая
- Садовый переулок
- Свердлова
- Свердлова переулок
- Свердлова 2-й переулок
- Советская
- Старшины Сорокина
- Строительная
- Школьная
- Школьный переулок (с 2020 года - улица Макарова)
- Южная

## Экономика
В посёлке имеются льноперерабатывающий (в настоящее время не работает) и сыроваренный заводы (не работает), хлебозавод (не работает).

## Транспорт
Междугородные маршруты
- Вязьма (через: Хмелита;)
- Москва, Аэровокзал, ст. м. Динамо (через: Хмелита, поворот на Вязьму;)
- Сафоново
- Смоленск, автовокзал (через: Боголюбово)
- Смоленск, автовокзал (через: поворот на Сафоново)

Пригородные маршруты
- Болышево
- Владимирский Тупик — Шапки
- Игоревская
- Нахимовское
- Никитинка
- Пигулино
- Раздобарино

## Культура, здравоохранение
В Холм-Жирковском имеются краеведческий музей (http://holm-zhirki.museum67.ru/ ), Дом юных мастеров. Выходит общественно-политическая газета «Вперёд». Работает центральная районная больница.

## Достопримечательности
В посёлке хорошо сохранился парк графа Уварова и его усадьба. Также в Холм-Жирковском установлен бюст адмиралу Нахимову, уроженцу нынешнего Холм-Жирковского района. Бюст открыт 30 июня 2007 года (скульптор Чаплин, Николай Викторович) у дома № 9 по улице Нахимовской (здание Горсовета).

## Фотогалерея

Здание универмага в центре Холм-Жирковского (ул. Советская)
Здание универмага в центре Холм-Жирковского
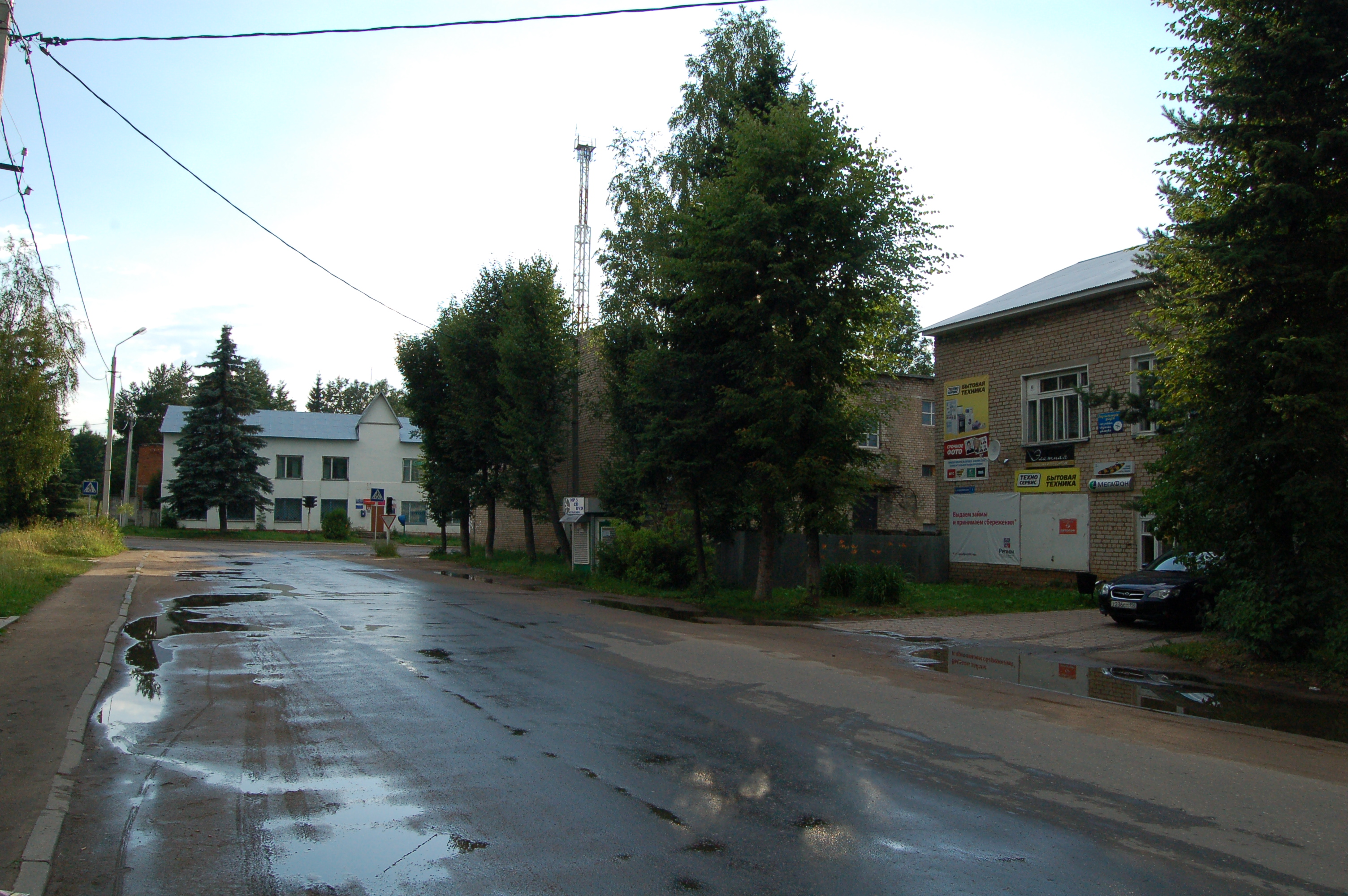
улица Нахимовская в Холм-Жирковском
Здание торгово-развлекательного центра (ул. Нахимовская, д. 2-а)
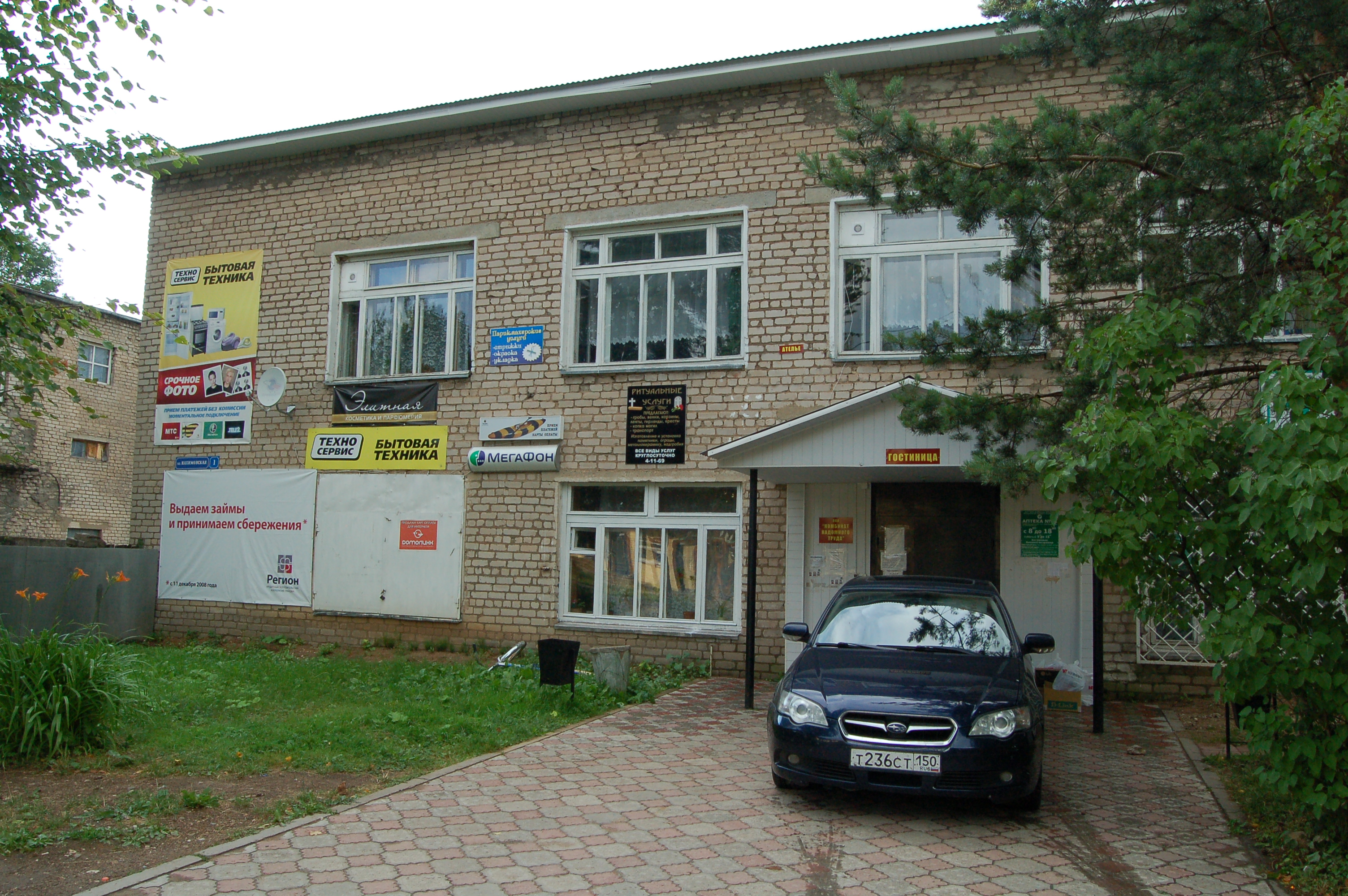
здание гостиницы (ул. Нахимовская, д. 1)

## Известные люди
- Михайлов, Павел Михайлович (1917—2005) — советский офицер, лётчик гражданской авиации, Герой Советского Союза. Последние несколько лет проживал в Холм-Жирковском, где скончался в 2005 году. В его честь в посёлке названа улица и школа.
- Сорокин, Дмитрий Тимофеевич (1921—1970) — участник Великой Отечественной войны, полный кавалер ордена Славы. Одна из улиц посёлка носит название «ул. Старшины Сорокина». Любопытно, что именно на этой улице до своей смерти в 2010 году проживала вдова Дмитрия Тимофеевича.
- Роденкова Ефросинья Ивановна (род. в 1935 г.) — заслуженный врач РСФСР, включена в V юбилейный выпуск общероссийской Энциклопедии «Лучшие люди России». До 2007 года работала врачом-инфекционистом в Холм-Жирковской Центральной районной больнице.